# Sebka
Sebka (arabsko شبكة, latinizirano: shabaka, dob. 'mreža'):80 se nanaša na vrsto okrasnega motiva, ki se uporablja v zahodni islamski (mavrski) arhitekturi in arhitekturi mudéjar.

## Zgodovina in opis
Izvor sebka je večinoma nejasen: zgodnje pristope k prekrivajočim se lokom je mogoče videti v stenski dekoraciji Capilla Villaviciosa v Veliki mošeji v Córdobi iz poznega 10. stoletja; okrasna diamantna plošča se prvič pojavi okoli leta 1000 na zgornjem delu fasade nekdanje mošeje El Cristo de la Luz v Toledu. Ker pa diamantni motivi še danes igrajo pomembno vlogo v tradicionalni umetnosti Berberov iz Magreba, se zdi verjetno, da je tukaj mogoče najti druge izvore.
Različne vrste prepletajočih se rombom podobnih motivov so močno prisotne na površinah minaretov in drugih arhitekturnih elementov v Maroku in Al Andaluzu v obdobju Almohadov (12.–13. stoletje). Širili so se tudi na druge dekorativne medije, kot je izrezljana štukatura na stenah različnih stavb v marinidski in nasridski arhitekturi, sčasoma pa so postali standardna značilnost zahodnega islamskega okrasnega repertoarja, pogosto v kombinaciji z arabesknimi elementi. Zahvaljujoč arhitekturi mudéjar in neomavrskemu slogu so se razširili daleč na sever (Aragónija) Iberskega polotoka.
George Marçais, pomemben učenjak 20. stoletja o arhitekturi regije, trdi, da ta motiv izvira iz zapletenih prepletajočih se lokov v prizidku Velike mošeje v Cordobi iz 10. stoletja, ki jo je zgradil kalif Al Hakam II. Nato so to miniaturizirali in razširili v ponavljajoč se mrežast vzorec, ki lahko pokrije površine. 

## Značilnosti
Posamezni motivi sebka, ki jih lahko interpretiramo kot oči v apotropejskem smislu, so znani le iz berberskih preprog; vendar najstarejše ohranjene kopije izvirajo šele iz 18./19. stoletja. Ravne diamantne vzorce pogosto najdemo na prehodih (portali ali arkade) ali na minaretih.
Ta motiv je imel veliko podrobnih različic. Ena običajna različica, ki so jo maroški obrtniki imenovali dardž va ktaf ('korak in rama'), uporablja izmenično ravne in ukrivljene črte, ki se križajo na svojih simetričnih oseh in tvorijo motiv, ki ponavlja oblike, ki so približno podobne roki Fatime, lilijam ali palmetam. Druga različica, tudi ki jo običajno najdemo na minaretih v menjavi z dardž va ktafom, je sestavljen iz prepletenih večlistnih/mnogroločnih lokov, ki tvorijo bolj zaobljeno ločno obliko.
- Prepleteni loki v Veliki mošeji v Cordobi v Španiji iz 10. stoletja in nekateri učenjaki verjamejo, da so izvor motiva sebka
- Star primer vzorca sebka ali motiva prepletenega loka v Patio del Yeso iz obdobja Almohadov v Alcazarju v Sevilji v Španiji
- Južno pročelje Giralde v Sevilli z vzorcem sebka ali dardž va ktaf
- Še ena pogosta variacija motiva sebka z okroglimi lopaticami na eni od fasad minareta mošeje Kazba v Marakešu v Maroku
- Druga različica motiva sebka na minaretu medrese Bou Inania v Fesu v Maroku
- Motiv Sebka, poln arabesk, v izrezljani štukaturni dekoraciji Cuarto Real de Santo Domingo v Granadi v Španiji
- Motiv dardž va ktaf na Bab Mansourju v Meknesu v Maroku